# Happerswil-Buch
Happerswil-Buch war von 1816 bis 1994 eine Ortsgemeinde der Munizipalgemeinde Birwinken des Kantons Thurgau in der Schweiz. Die beiden Ortschaften Happerswil und Buch bei Kümmertshausen liegen abseits der Verkehrswege am Südhang des Seerückens.
Am 1. Januar 1995 fusionierte die Ortsgemeinde Happerswil-Buch im Rahmen der Thurgauer Gemeindereform zur politischen Gemeinde Birwinken.

## Geschichte

Buch (links) und Kümmertshausen (vorne in der Mitte) im Jahr 1958, im Hintergrund der Bodensee mit dem deutschen Ufer

1159 wurde Happerswil als Har(t)pretiswillare urkundlich erwähnt. Im 12. Jahrhundert besass das Konstanzer Stift St. Stephan in Happerswil Grundbesitz und Rechte. Bis 1798 war der Weiler Teil des Niedergerichts Andwil, das dem Stift St. Stephan gehörte. Das Niedergericht Buch hingegen war vor 1798 im Besitz der Stadt Konstanz. 1798 bis 1803 bildete Happerswil zusammen mit Buch die Munizipalgemeinde Happerswil im Bezirk Gottlieben bzw. Kreuzlingen. Von 1803 bis 1816 waren die beiden Weiler der Munizipalgemeinde Illighausen zugehörig. 1812 wurden die Ortsgemeinden Happerswil und Buch zur Ortsgemeinde Happerswil-Buch vereinigt, die von 1816 bis 1994 zur Munizipalgemeinde Birwinken gehörte.
Kirchlich unterstanden Happerswil und Buch stets der Pfarrei Langrickenbach und nahmen in der Reformation den reformierten Glauben an.
Im 19. Jahrhundert wurde Acker- und Obstbau betrieben, ausserdem war in der Gemeinde eine Kattunweberei angesiedelt. Gegen Ende des 19. Jahrhunderts erfolgte eine Verlagerung auf die Vieh- und Milchwirtschaft, um 1900 fassten Stickereibetriebe Fuss. Obwohl in jüngster Zeit einige Einfamilienhäuser neu entstanden sind, hat Happerswil-Buch seinen bäuerlichen Charakter beibehalten.

## Wappen

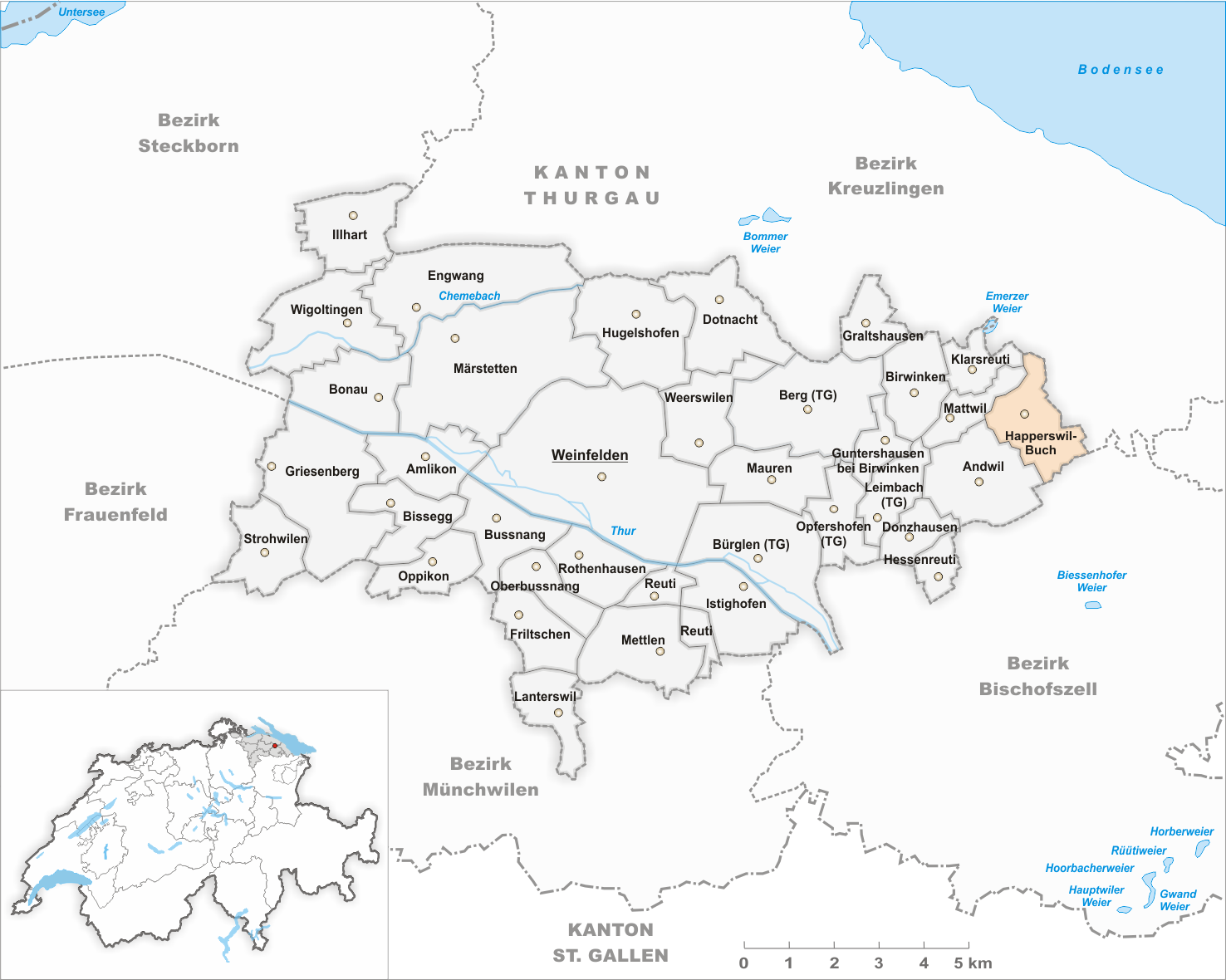
Gemeindestand vor der Fusion im Jahr 1995

Blasonierung: In Weiss ein roter herschauender Fuchskopf.
Der Fuchs ist die gemeinsame heraldische Figur für Happerswil und Buch. Die Herren von Andwil, die ältesten bekannten Grundbesitzer in Buch, führten den Fuchs als Helmzier und zum Teil im Wappen. Der Fuchs war auch das Wappentier der Herren zu Steinach, welche um die Mitte des 14. Jahrhunderts die Vogtei Happerswil besassen. Die Farben Rot und Weiss stammen vom Zehntherrn, dem Hochstift Konstanz.

## Bevölkerung
Von den insgesamt 169 Einwohnern der Ortschaft Happerswil am 31. Dezember 2023 waren 18 bzw. 10,7 % ausländische Staatsbürger. 78 (46,2 %) waren evangelisch-reformiert und 15 (8,9 %) römisch-katholisch. Von den 63 Einwohnern der Ortschaft Buch im Jahr 2018 waren 36 (57,1 %) evangelisch-reformiert und 9 (14,3 %) römisch-katholisch.
| Jahr                 | 1850  | 1888  | 1900  | 1950  | 1980  | 1990  | 2000  | 2010  | 2018  | 2023  |
| -------------------- | ----- | ----- | ----- | ----- | ----- | ----- | ----- | ----- | ----- | ----- |
| Ortsgemeinde         | 331   | 359   | 259   | 234   | 177   | 217   |       |       |       |       |
| Ortschaft Happerswil |       |       |       |       |       |       | 169   | 173   | 184   | 169   |
| Ortschaft Buch       |       |       |       |       |       |       | 54    | 52    | 63    | 59    |
| Quelle               | [ 3 ] | [ 3 ] | [ 3 ] | [ 3 ] | [ 3 ] | [ 3 ] | [ 6 ] | [ 7 ] | [ 2 ] | [ 5 ] |

## Bilder

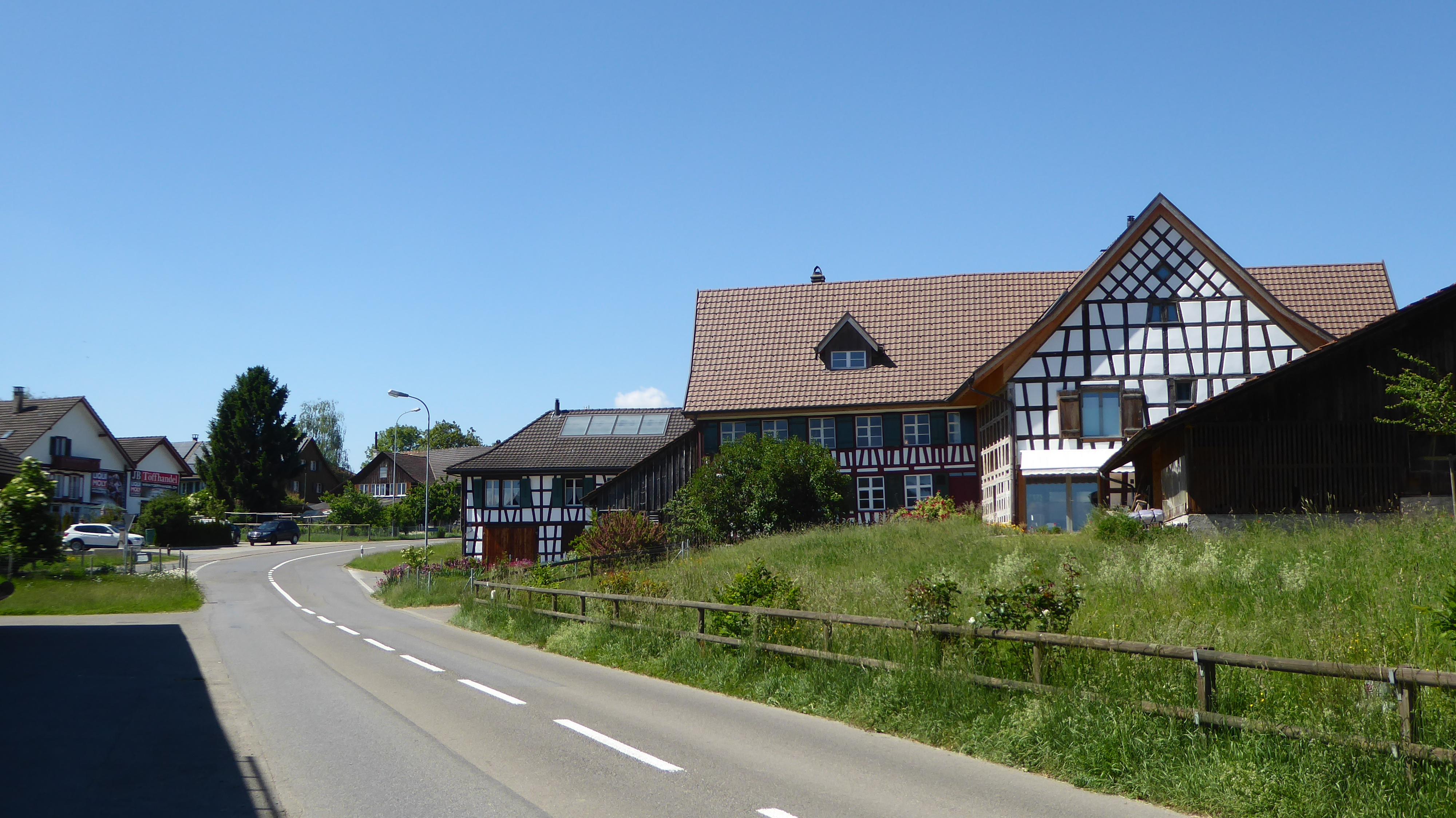
Happerswil
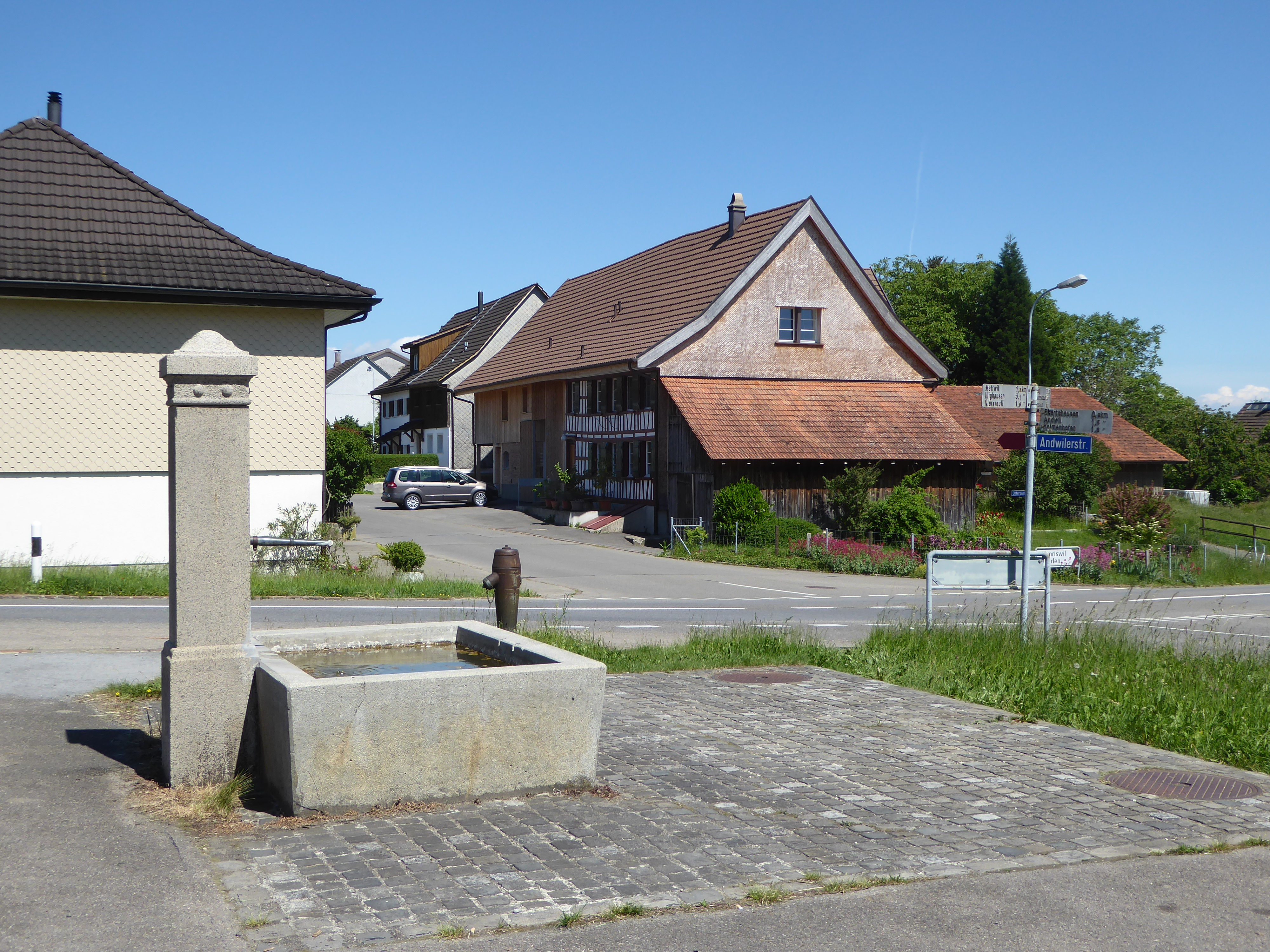
Dorfbrunnen von Happerswil
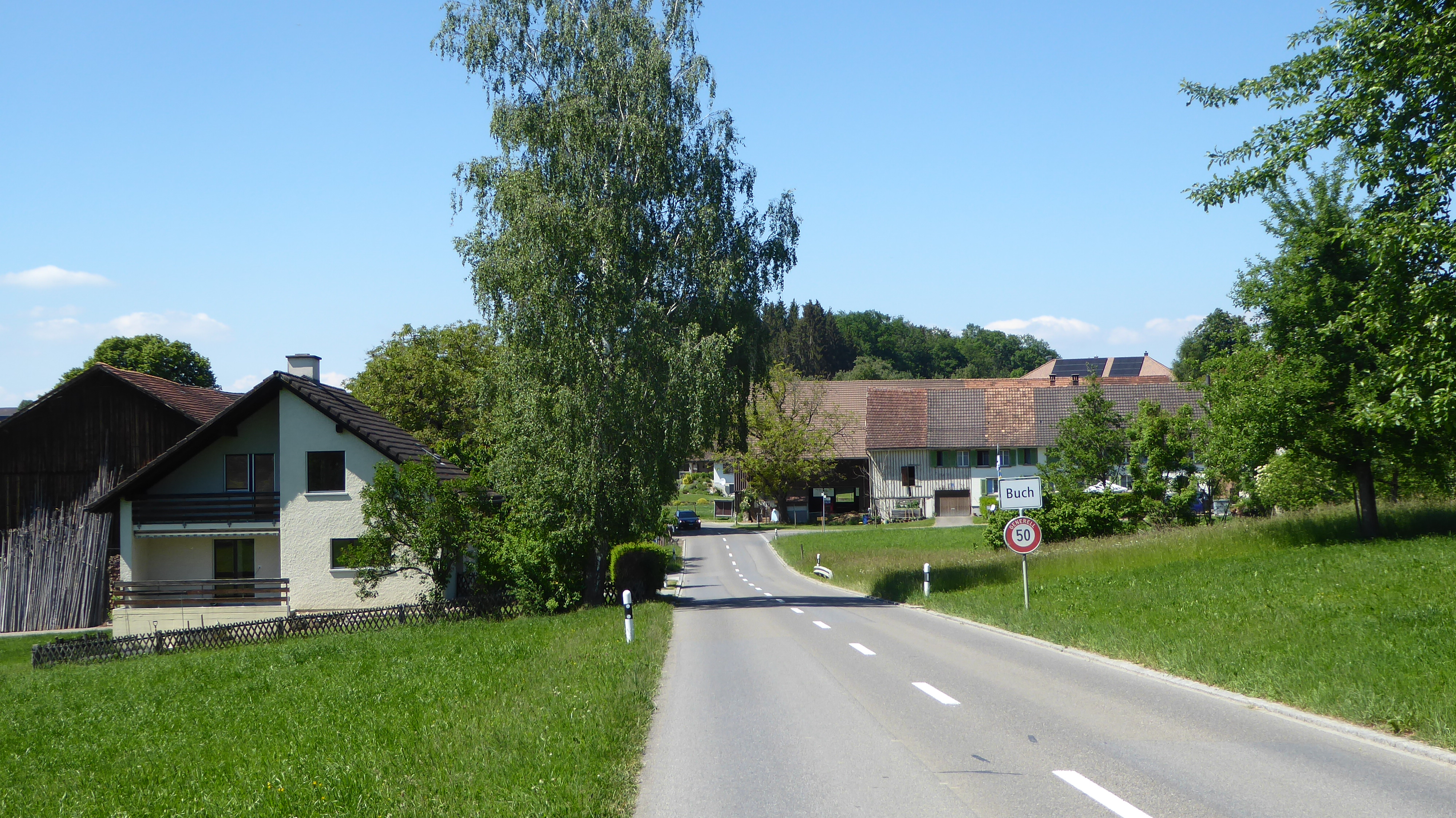
Buch bei Kümmertshausen
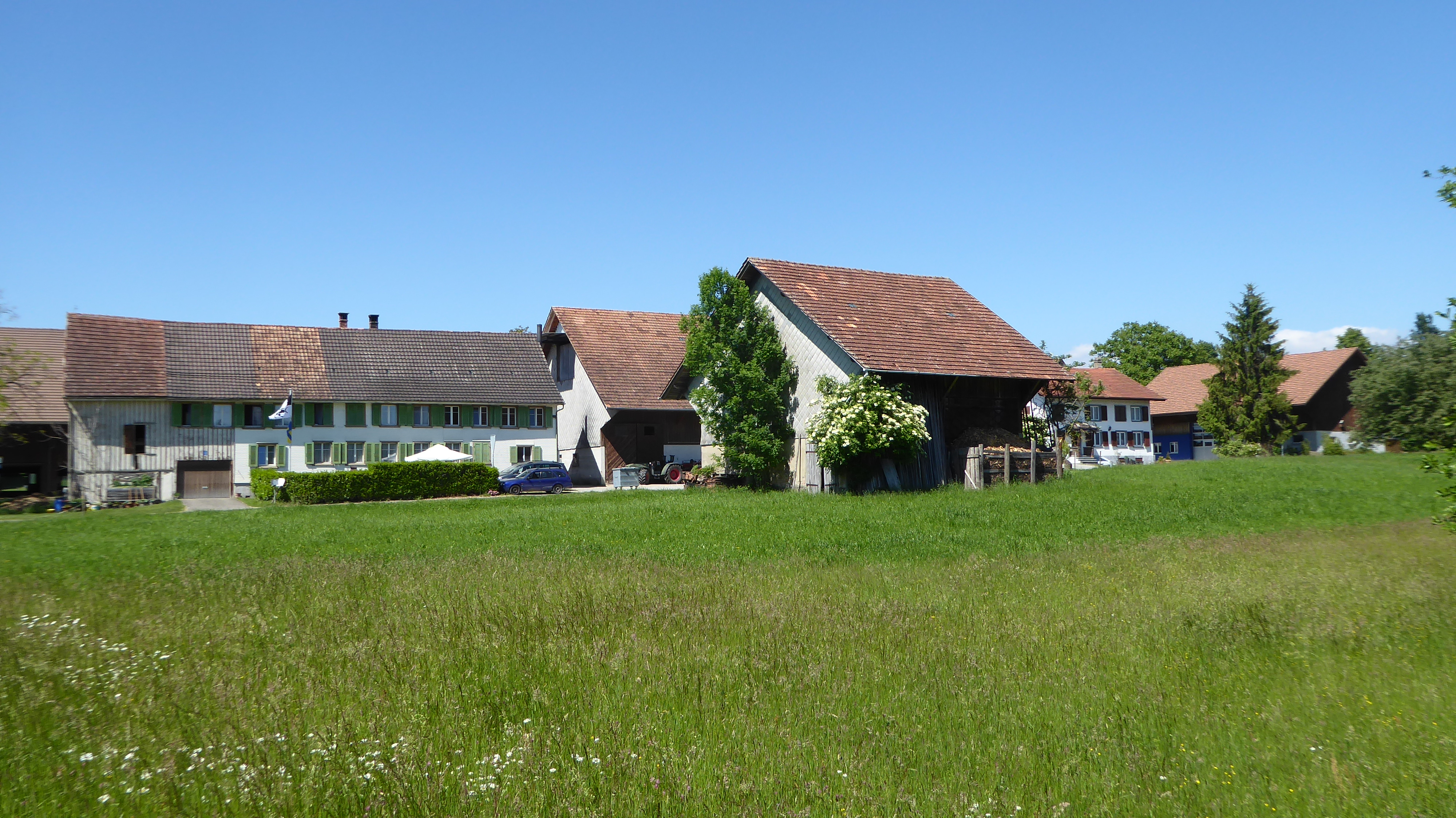
Buch bei Kümmertshausen